# Vlastimil Harapes

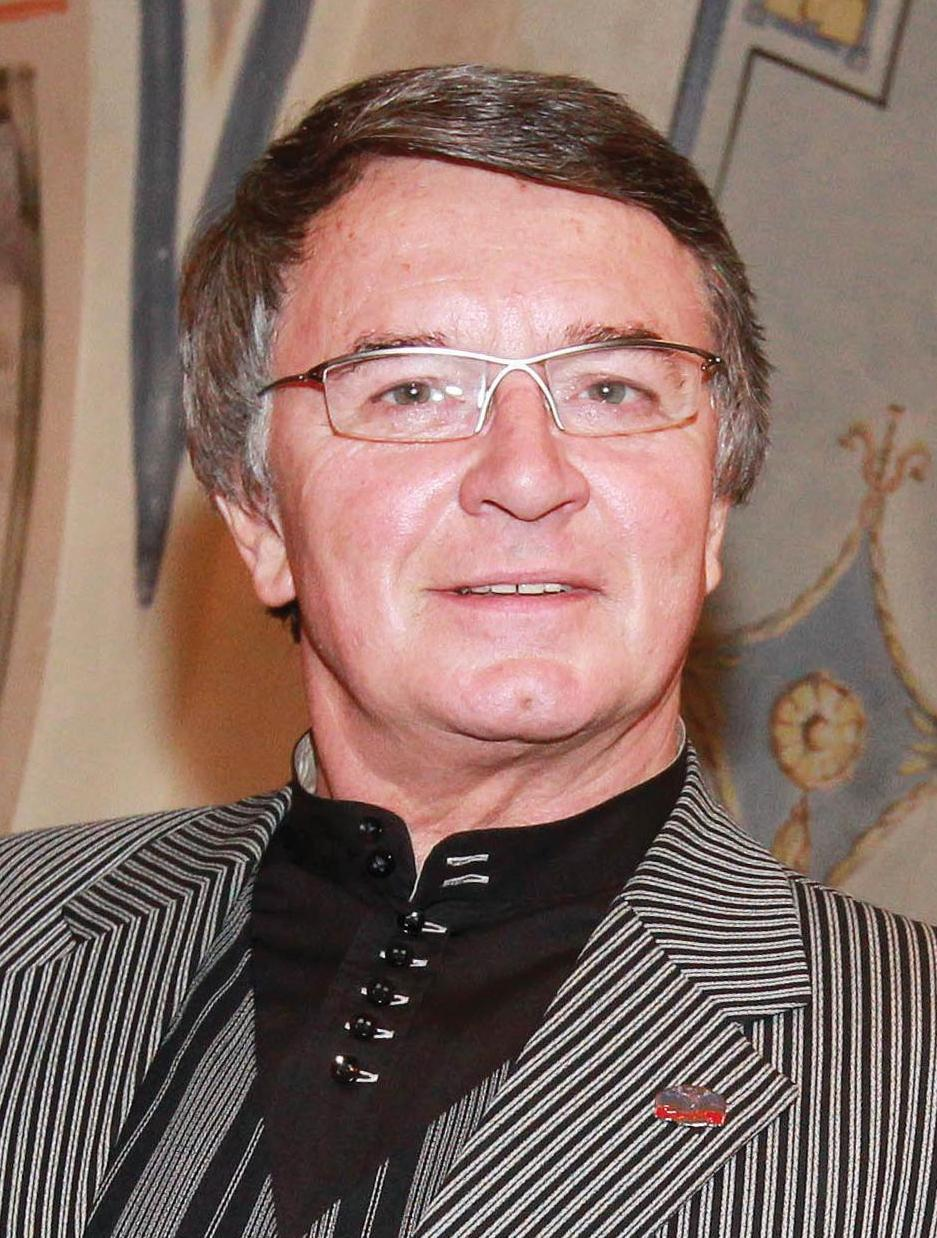
Vlastimil Harapes (2013)

Vlastimil Harapes (* 24. Juli 1946 in Chomutov; † 15. Mai 2024 in Prag) war ein tschechischer Schauspieler, Balletttänzer, Regisseur und Choreograf.

## Leben
Harapes besuchte das Prager Tanzkonservatorium und wurde 1966 in das Ballett des Nationaltheaters in Prag aufgenommen, in dem er 1971 als Solist auftrat. 
Von 1990 bis 2003 wirkte er als Choreograph und Direktor des Balletts des Prager Nationaltheaters. Darüber hinaus trat er in mehreren Film- und Fernsehproduktionen auf, meist als Tänzer oder Tanzlehrer.
Harapes starb am 15. Mai 2024 im Alter von 77 Jahren.

## Filmografie (Auswahl)
- 1976: Ein Tag für meine Liebe (Den pro mou lásku)
- 1977: Wie man einem Wal den Backenzahn zieht (Jak vytrhnout velrybě stoličku)
- 1978: Wie man den Vater in die Besserungsanstalt bekommt (Jak dostat tatínka do polepšovny)
- 1978: Die Schöne und das Ungeheuer (Panna a netvor)
- 1986: Die Operation meiner Tochter (Operace mé dcery)